# 马坊村特大爆炸案
馬坊村特大爆炸案又稱陕西横山爆炸案，是2001年7月16日，中华人民共和国陕西省榆林市橫山縣党岔镇马坊村发生的一起爆炸。當時一名村民故意引爆炸弹，导致至少89人死亡，98人受伤。

## 背景
當时，中国人在采矿和清理农田時經常用到炸药，因此任何人都可以轻松获得它们。爆炸发生四个月前，江西（42人死亡）和河北（靳如超爆炸案，108人死亡）都发生过两起类似的炸藥袭击事件。

## 爆炸
2001年7月16日凌晨3时25分，马坊村村民马宏清（1950年9月19日—2001年9月23日），企图盗窃30余吨硝酸铵炸药未遂，随后点燃装有雷管的导火索後逃离现场。随后的爆炸损坏了311栋房屋，造成至少89人死亡，98人受伤。爆炸留下的弹坑有一个篮球场那么大。 

## 调查
马宏清与邻居不和，并且负债累累。马宏清自己经营的炸药厂、采石场、养鸡场等，在爆炸前均已关闭。由于名声不好，又欠债，村里没人愿意跟他来往，他开始打算报复村民。

## 后續
2001年8月3日，马宏清被逮捕。爆炸发生后，他原本逃到内蒙古自治区乌海市，打算自焚，但在被捕前两天决定返回家中。 
2001年9月23日上午，馬宏清被行刑队枪决。